# Sonic Syndicate
Sonic Syndicate (рус. «Звуковой синдикат») — метал-группа из Фалькенберга, Швеция. Была сформирована в 2002 году и первоначально была известна как Fallen Angels (рус. «Падшие ангелы»). На творчество этой группы огромное влияние оказали такие коллективы как In Flames и Soilwork. Под именем Fallen Angels они записали три демозаписи, а после подписания в 2005 году договора с Pivotal Rockordings группа сменила название на Sonic Syndicate и записала свой дебютный альбом Eden Fire («Огонь Эдема»).

## История
Свой дебютный тур в поддержку первого альбома группа начала по родной Швеции. В начале февраля 2006 года во время их тура с группой Avatar ударник Кристоффер Бэкланд покинул коллектив, после чего его заменил Джон Бенгтссон. Также 2006 год ознаменовался уходом из группы клавишника и прибавлением в виде второго вокалиста. После окончания тура группа начала работать над новым материалом в начале марта.
С 21 по 27 марта 2011 года Sonic Syndicate в рамках тура WE RULE THE WORLD побывали в России, в таких городах как: Ростов-на-Дону, Старый Оскол, Воронеж, Саратов, Нижний Новгород, Москва и, наконец, в Петербурге. «Концерт прошёл как нельзя лучше, группа умеет „зажигать“ публику, очень приветливые и милые — никому не отказывали в фотографии или автографе».
В 2012 году группа объявила о перерыве в деятельности, тогда же было объявлено о том, что группу покидает ритм-гитарист Roger Sjunnesson по неизвестным причинам, однако "он остается в хороших отношениях с остальными участниками". О его замене объявлений не было.
25 апреля 2014 года после длительного перерыва группа анонсировала начало записи нового альбома, который будет назван по названию группы Sonic Syndicate. Альбом поступил в продажу 4 июля того же года. Выпуск альбома предварял сингл "Black Hole Halo". На одной из песен, "Before You Finally Break" в качестве приглашенного вокалиста присутствует Björn Strid из Soilwork, позднее на эту песню был снят клип.
В 2015 году коллектив покинула Karin Axelsson, по ее словам для того, чтобы больше времени уделять семье. Ее место занял Michel "Miche" Bärzén, ранее игравший в группе Degradead.
В 2016 году группа планирует в рамках тура посетить Минск, Москву и Санкт-Петербург. В туре в качестве барабанщика будет участвовать приглашенный музыкант.

## Состав

### Нынешний состав
- Nathan J. Biggs — вокал (с 2009)
- Robin Sjunnesson — ритм-гитара (с 2002)
- Michel Bärzén — бас-гитара (с 2015)
- Peter Wallenäs — ударные (с 2016)

### Бывшие участники
- Roger Sjunnesson — ритм-гитара (2000-07.2011)
- Richard Sjunnesson — вокал (2000—2009)
- Roland Johansson — вокал (2006—2009)
- Rihard Rasmussen — гитара (2006)
- Kristoffer Bäcklund — ударные и перкуссионные, вокал (2002—2006)
- Andreas Mårtensson — клавишные (2002—2006)
- Magnus Svensson — бас-гитара (2002—2004)
- Karin Axelsson — бас-гитара (2004 - 2015)
- John Bengtsson — ударные и перкуссионные (2006-2016)
- Stoffe Anderson - экстрим-вокал (2010-2012)

## Дискография
- Black Lotus (Демо) (2003)
- Fall From Heaven (Демо) (2003)
- Extinction (Демо) (2004)
- Jailbreak (Сингл) (2005)
- Eden Fire (2005)
- Enclave/Flashback (Сингл) (2007)
- Psychic Suicide/Denied (Сингл) (2007)
- Only Inhuman (2007)
- Jack Of Diamonds (Сингл) (2008)
- My Escape (Сингл) (2008)
- Love And Other Disasters (2008)
- Burn This City (Сингл) (2009)
- Revolution, Baby (Сингл) (2010)
- Turn It Up (Сингл) (2010)
- We Rule The Night (2010)
- Sonic Syndicate (2014)
- Confessions (2016)